# Stare de grație (film)
Stare de grație (în engleză State of Grace) este un film polițist neo-noir american din 1990, regizat de Phil Joanou și avându-i în rolurile principale pe Sean Penn, Ed Harris și Gary Oldman și în alte roluri pe Robin Wright, John Turturro și John C. Reilly. Filmul a fost făcut după scenariul lui Dennis McIntyre și produs Ned Dowd, Randy Ostrow și Ron Rotholz; coloana sonoră a fost compusă de Ennio Morricone. Deși nu a fost un succes de box office, filmul a fost, în general, bine primit de critici.
Filmat în diferite locații din New York, filmul a fost inspirat de banda reală The Westies din cartierul Hell's Kitchen.

## Rezumat
Terry Noonan (Sean Penn) se întoarce acasă în cartierul Hell's Kitchen din New York, după o absență de zece ani. El îl caută pe prietenul său din copilărie, Jackie Flannery (Gary Oldman), care este implicat în afaceri ale mafiei irlandeze conduse de fratele său, Frankie (Ed Harris). Terry reaprinde, de asemenea, o flacără veche în inima surorii lui Jackie, Kathleen (Robin Wright). Curând, însă, Terry este sfâșiat între loialitatea față de prietenii săi și loialitatea lui față de ceilalți. El este, de fapt, un polițist care lucrează sub acoperire în scopul de a ajuta poliția să distrugă banda. Cu toate acestea, el se află sub mare presiune și își dezvăluie în cele din urmă adevărata identitate lui Kathleen, dar ea nu vrea să mai aibă de-a face cu el după ce i s-a spus de către fratele ei, Frank, ca el este un membru nou al bandei și că a ucis deja doi oameni.
Jackie bea într-o noapte într-un bar atunci când trei membri ai unei bande rivale italiene intră și sfârșește prin a-i ucide pe toți trei, simțindu-se insultat că ei au intrat pe teritoriul bandei lui. Frank este convocat la o ședință de către șeful mafiei italiene și este instruit să-l omoare pe fratele său "care a devenit un ghimpe pentru ambele părți". Frank i-a spus lui Jackie să stea și să aștepte rezultatul ședinței și să intervină în cazul în care ședința nu merge bine; el reușește să evite un război între bande îmbrățișându-le pe liderul italian în afara restaurantului, în fața membrilor bandei sale.
Frank îl trimite pe Jackie să colecteze o sumă de 25.000 de dolari în acea seară, spunându-i că italienii îi susțin și că acest lucru este o recompensă. Jackie îi dezvăluie acest secret lui Terry, iar cei doi merg împreună la Cheiul 84. Frank vine cu omul său de încredere, iar Terry încearcă să telefoneze sergentului de poliție și colegului care supraveghează acțiunea, Nick (John Turturro), căruia îi dăduse o locație greșită. Frank îl împușcă mortal pe Jackie, dar Terry nu este martor la această crimă. Poliția ajunge în cele din urmă și Terry îi spune lui Nick că vrea să renunțe la operațiunea sub acoperire.
La înmormântarea lui Jackie, Terry îi spune lui Frank că a fost la Cheiul 84 și îi înmânează, de asemenea, lui Frank insigna de polițist. Este Ziua Sf. Patrick și Frank și-a instruit banda să-l găsească și să-l ucidă pe Terry. În timp ce Kathleen se uită la parada de Ziua Sf. Patrick, Terry se duce la barul unde se aflau Frank și gașca lui și, după un schimb de focuri, îi ucide pe toți oamenii lui Frank și în cele din urmă chiar și pe Frank. Terry însuși este împușcat de trei ori, iar spectatorul este lăsat fără a ști dacă el va trăi sau va muri.

## Distribuție
- Sean Penn - Terry Noonan
- Ed Harris - Frankie Flannery
- Gary Oldman - Jackie Flannery
- Robin Wright - Kathleen Flannery
- John Turturro - Nick
- John C. Reilly - Stevie McGuire
- R. D. Call - Pat Nicholson
- Joe Viterelli - Borelli
- Burgess Meredith - Finn
- Marco St. John - Jimmy Cavello
- Mo Gaffney - Maureen
- Deirdre O'Connell - Irene
- Thomas G. Waites - omul lui Frankie
- Brian Burke - omul lui Frankie
- Michael Cumpsty - omul lui Frankie
- Michael Cunningham - omul lui Frankie
- Paul-Felix Montez - șeful sălii de biliard

## Recepție

### Recepție critică
Stare de grație a fost în general bine primit de critici. Potrivit opiniilor colectate de popularul site de recenzii Rotten Tomatoes, filmul are un rating de aprobare generală de 88%. Janet Maslin, critic de film pentru The New York Times, a scris: "Dl. Joanou încearcă să surprindă sensul locului care definește criminalitatea urbană, precum și distincțiile etnice și teritoriale care-i dau o formă. El are succes în mare parte din timp." Maslin i-a lăudat pe Oldman și Harris, scriind: "Jackie Flannery este interpretat de fenomenalul Gary Oldman, care de la Sid and Nancy a luat o serie de accente noi și identități dramatice cu o ușurință uimitoare", iar "glacialul frate mai mare al lui Jackie... este interpretat de Ed Harris, cu o dedicare pentru a se potrivi cu cea a domnului Oldman."
Criticul Vincent Leo a lăudat interpretarea lui Penn, notând: "În timp ce Oldman primește premii pentru interpretarea sa energică, demonii interiori ai lui Penn sunt cei care oferă filmului cantitatea corectă de conflict, permițându-ne întotdeauna să fim conștienți de faptul că replicile fine sunt diferența între viață și moarte, precum și între corect și greșit, pe străzile din New York. Penn face un lucru nobil doborându-i pe criminali sau este și el un nenorocit de trădător, renunțând la modul de viață și la oamenii care l-au ajutat? Aceasta este întrebarea care-i face rău la stomac, iar Penn o are în fața lui în aproape fiecare scenă."
Criticul de film Roger Ebert de la Chicago Sun-Times a acordat filmului 3 stele din 4, declarând: "Interpretarea lui Gary Oldman în film este cel mai bun lucru făcut de el... El acționează numai pe baza instinctelor și prejudecăților sale sau din răzbunare și frică."

### Box office
Filmul a fost lansat la un număr limitat de săli de cinematograf la 14 septembrie 1990. Încasările de la casele de bilete din prima săptămână au totalizat 179.927 dolari (14 cinematografe).
Potrivit sitului "The Numbers", filmul a rulat timp de câteva săptămâni și a apărut pe 335 de ecrane de cinematograf. Încasările totale au fost de 1.911.542 dolari.
Ebert a afirmat că el crede că slabul succes la box office al filmului Stare de grație s-a datorat unui alt film cu aceeași temă care a fost lansat în aceeași săptămână, Goodfellas al lui Martin Scorsese.

## Coloană sonoră
Coloana sonoră originală a fost lansată la 1 octombrie 1990 de către MCA. CD-ul are 18 piese și o durată de 53:45 minute, având o muzică compusă, orchestrată și dirijată de Ennio Morricone.
Alte melodii din film

În scena în care Jackie își prezintă prietena lui Terry, se aude pe fundal piesa "Trip Through Your Wires" a formației U2. Atât acest cântec, cât și "Exit" sunt extrase de pe albumul The Joshua Tree (1987) și sunt interpretate, de asemenea, în trailerul  filmului. Joanou a regizat anterior concertul live documentar U2: Rattle and Hum din 1988 al formației U2 și videoclipul pentru single-ul "One" (1992). "Sweet Child o' Mine" al formației Guns N Roses este interpretat într-o scenă din bar.